# Firat News Agency
Die Firat News Agency (kurdisch Ajansa Nûçeyan a Firatê, Abk. ANF; türkisch Fırat Haber Ajansı) ist eine kurdische Nachrichtenagentur. Sie bietet Nachrichten in acht Sprachen an (Kurdisch, Türkisch, Spanisch, Deutsch, Englisch, Arabisch, Russisch und Persisch) und berichtet schwerpunktmäßig über Kurden und die verbotene Arbeiterpartei Kurdistans (PKK).

## Geschichte
Die ANF wurde mit Unterstützung von Journalisten der im September 2005 in Deutschland verbotenen Mesopotamia News Agency (MHA) gegründet, die ihren Sitz in Neu-Isenburg hatte. (Das Verbot wurde im Dezember 2005 aus Rechtsgründen durch das Bundesverwaltungsgericht aufgehoben.)
In Medien und bei den deutschen Sicherheitsbehörden gilt die Firat News Agency als PKK-nah. Die PKK veröffentlicht auf der Website der Agentur organisationsbezogene Nachrichten und lässt über Firatnews ihre Forderungen verlautbaren, so zum Beispiel „ihre politischen Bedingungen für ein Ende der Geiselnahme“ deutscher Bergsteiger im Jahre 2008.
Im Jahr 2013 wurde die Firatnews-Journalistin Zeynep Kuray mit dem „John Aubuchon Press Freedom Award“ vom National Press Club in Washington, D.C. ausgezeichnet. Kuray wurde mehrmals im Rahmen der „KCK-Verfahren“ inhaftiert und konnte aufgrund laufender Gerichtsverfahren den Preis nicht persönlich entgegennehmen.
Die Agentur Firatnews hat ihren Sitz in den Niederlanden; sie ist in Amsterdam unter der Bezeichnung „Stichting Persbureau Eufraat“ registriert. Der Nachrichtenchef ist Celil Demiralp.